# Epigrafia cristiana
L'epigrafia cristiana studia le iscrizioni di contenuto cristiano afferenti al periodo tardo antico e altomedievale (approssimativamente II secolo d.C. - VIII secolo d.C.).
La disciplina nacque attorno alla metà del XIX secolo, distaccandosi dall'epigrafia latina, principalmente con gli studi sulle epigrafi cristiane di Roma di Giovanni Battista de Rossi.
Solo nel V secolo l'epigrafia cristiana assunse caratteri propri rispetto a quella pagana, espressi da formule religiose, onomastica specifica, data di morte.